# Николаос Михалолякос
Нико̀лаос Михалоля̀кос (на гръцки: Νικόλαος Γ. Μιχαλολιάκος) е гръцки политик, председател на гръцката националистическа партия Златна зора.

## Биография
Николаос Михалолиакос е роден на 11 декември 1957 година в град Атина, Гърция. Завършва във факултета по математика към Атинския университет. На 16-годишна възраст става член на националистическата партия „4 август“ на Константинос Плеврис. За първи път е арестуван през 1974 година, по време на протести срещу позицията на Великобритания за турската инвазия в Кипър пред британското посолство в Атина. През декември 1976 година е арестуван за нападение на журналисти, но после освободен. Докато е в затвора се среща с лидерите на гръцката военна хунта на 1967 – 1974. По-късно се присъединява към армията и става командос на специалните сили. Отново е арестуван през юли 1978 година, след като става член на крайнодясната група, и осъден на една година затвор през януари 1979 година за незаконно носене на оръжие и експлозиви.